# Пицциоло, Марио
Марио Пицциоло (итал. Mario Pizziolo; 7 декабря 1909, Кастелламмаре Адриатико — 30 апреля 1990, Флоренция) — итальянский футболист, полузащитник. Чемпион мира 1934 года.

## Карьера
Марио Пицциоло начал карьеру в молодёжных командах клубов «Ливорно» и «Тернана». В 1924 году Пицциоло дебютировал в первом дивизионе в составе клуба «Пистойезе», проведя в команде 5 лет, он перешёл в «Фиорентину», за который проводит 197 матчей и забивает 3 года, в 1937 году Пицциоло переходит в «Пескару», в котором и завершает карьеру игрока. А в 1939 году он начинает карьеру тренера в «Пескаре», но вместе с клубом вылетает в серию В.
Марио Пицциоло был одним из любимых игроков главного тренера национальной команды Витторио Поццо, но на чемпионате мира, в первом матче четвертьфинала со сборной Испании, Пицциоло травмировал левое колено, из-за чего не смог продолжить выступать на турнире, в котором итальянцы победили и стали чемпионами мира. Из-за существовавших тогда в футболе правил, медалями награждались лишь участники финального матча, а потому Пицциоло награда не досталась, хотя Поццо и другие игроки команды протестовали из-за этой несправедливости. И лишь через 54 года в 1988 году Пицциоло вернули долг, когда Итальянская федерация футбола преподнесла ему золотую медаль чемпиона мира, на тот момент он, вместе с Анджело Скьявио, был единственным живым чемпионом мира 1934 года. Пицциоло и Скьявио умерли с разрывом в 13 дней в апреле 1990 года.

## Достижения
- Чемпион мира: 1934